# Линн, Роза
Роза Костандян (арм. Ռոզա Կոստանդյան; род. 20 мая 2000 г.), более известная как Роза Линн (арм. Ռոզա Լին) — армянская певица, автор песен и музыкальный продюсер. Она представляла свою страну на конкурсе песни «Евровидение-2022» в Турине, Италия, с песней «Snap».

## Детство
Роза родилась и выросла в Ванадзоре, Армения. Она начала играть на фортепиано в возрасте шести лет. В 2013 году участвовала в национальном отборе Армении на Детское Евровидение с песней «Գիտեմ» (рус. «Знаю»).

## Карьера

### 2020 — настоящее время: начало и Евровидение
Линн начала свою профессиональную музыкальную карьеру, сотрудничая с американским звукозаписывающим лейблом Nvak Collective, основанным армяно-американской певицей и автором песен Тамар Капрелян. В сентябре 2021 года Линн выпустила свой дебютный сингл «King» в сотрудничестве с американской певицей Киара. Она дебютировала на телевидении с этой песней во время утреннего шоу на Общественном телевидении Армении (AMPTV) в ноябре 2021 года. В том же году Флаунт назвал ее «первой женщиной-музыкальным продюсером Армении».
11 марта AMPTV официально объявило Розу представителем страны. Её песня на Евровидении под названием «Snap» была выпущена 19 марта вместе с клипом на неё. Песню написали Линн, Тамар Капрелян, Ларз Принципато, Джереми Дюсулет, Элли Кристал и Кортни Харрелл. Роза исполнила «Snap» 10 мая во время первого полуфинала конкурса и вышла в финал. Она снова исполнила эту песню в финале 14 мая и заняла 20-е место.
После конкурса «Snap» стала вирусной на TikTok и попала в национальные чарты многих стран. В августе 2022 года она подписала контракт с «Columbia Records».

## Дискография

### Синглы
| «King» (feat. Kiiara)                                                                 | 2021 | —  | —  | —  | — | —  | —  | — | — | —  | —  | Non-album singles |
| «Snap»                                                                                | 2022 | 21 | 52 | 15 | 6 | 56 | 10 | 8 | 9 | 26 | 22 | Non-album singles |
| «—» обозначает сингл, который не попал в чарты или не был выпущен на этой территории. |      |    |    |    |   |    |    |   |   |    |    |                   |